# Изложба „Скулптура у слободном простору” (1969)
Изложба „Скулптура у слободном простору” се одржала у периоду од 25. јула до 1. октобра 1969. године у Пионирском парку. Скулптура „Фламингоси” Градимира Алексића је откривена на дан отварања изложбе, 25. јула, у парку на Ташмајдану.

## Излагачи
1. Радмила Фијатовић Бобић
2. Славољуб Богојевић
3. Милун Видић
4. Ана Виђен
5. Матија Вуковић
6. Душан Гаковић
7. Ангелина Гаталица
8. Милија Змајевац Глишић
9. Савица Дамњановић
10. Олга Јеврић
11. Вида Јоцић
12. Мира Јуришић
13. Томислав Каузларић
14. Антон Краљић
15. Милован Крстић
16. Коља Милуновић
17. Милија Нешић
18. Славољуб Радојчић
19. Мира Сандић
20. Сава Сандић
21. Михаило Станић
22. Живојин Стефановић
23. Милан Четник
24. Јелисавета Шобер